# The Serpent Queen
The Serpent Queen ou Catherine de Médicis, la reine serpent au Québec est une série télévisée historique américaine, créée par Justin Haythe et diffusée entre le 11 septembre 2022 et le 30 août 2024 sur la chaîne Starz aux États-Unis et sur Canal+ en France.
Il s'agit de l'adaptation du roman britannique Catherine de Medici: Renaissance Queen of France de Leonie Frieda (2004).

## Synopsis
La série suit Catherine de Médicis, orpheline, qui se marie à Henri II à la Cour de France en étant censée apporter une dot conséquente. Ayant pour devoir de concevoir des héritiers pour la couronne, elle découvrira vite que son mari est amoureux d'une autre femme, plus âgée, qui ne peut plus enfanter : Diane de Poitiers.
Catherine de Médicis parviendra malgré tout à maintenir son mariage et à régner sur la France pendant trente ans.
La première saison montre son arrivée à la cour et se termine par le couronnement de son troisième fils, Charles IX, encore enfant.
La deuxième saison montrera  l'essor des guerres de religion et les enjeux du massacre de la Saint Barthélémy et mettra en scène Catherine de Médicis au milieu de ses enfants devenus jeunes adultes.

## Distribution

### Acteurs principaux
- Samantha Morton : Catherine de Médicis
- Nicholas Burns (en) : Antoine de Bourbon
- Danny Kirrane (en) : Louis de Bourbon-Condé
- Ray Panthaki (en) : Cardinal de Guise
- Raza Jaffrey : Duc de Guise
- Enzo Cilenti : Ruggieri
- Amrita Acharia : Aabis
- Ruby Bentall : Angelica
- Beth Goddard : Antoinette de Guise
- Ludivine Sagnier : Diane de Poitiers
- Rupert Everett : Charles Quint, Empereur du Saint-Empire et Roi d'Espagne
- Antonia Clarke : Marie Stuart

### Acteurs Saison 2
- Minnie Driver : Elizabeth I d'Angleterre (annonce le 6 mars 2024[3])
- Emma McDonald : Rahima
- Bill Milner (en) : Charles IX, fils de Catherine de Médicis
- Stanley Morgan : Anjou (Henri III), fils de Catherine de Médicis
- Philippine Velge : Margot, fille de Catherine de Médicis
- Scott Folan : Hercule (François de France), fils cadet de Catherine de Médicis
- Laura Marcus : Elisabeth, fille de Catherine de Médicis
- Angus Imrie : Henri IV, époux de la Reine Margot, fils d'Antoine de Bourbon
- Rosalie Craig (en) : Jeanne d'Albret
- Isobel Jesper Jones : Edith
- Ashley Thomas : Alexandre de Médicis
- Alexandre Willaume (en): Montmorency
- Lilea Le Borgne : Elisabeth d'Autriche
- Neill Murray : Balsac (Charles de Balsac d'Entragues)

### Acteurs Saison 1
- Sennia Nanua : Rahima
- Liv Hill (en) : Catherine, jeune
- Charles Dance : le pape Clément VII
- Barry Atsma : Montmorency
- Kiruna Stamell (en) : Mathilde
- Alex Heath : Henri II, jeune
- Lee Ingleby : Henri II
- Colm Meaney : François Ier
- Paul Chahidi (en) : Charles de Bourbon
- Navid Nagahban : Claude de Guise
- Rebecca Gethings (en) : Éléonore de Habsbourg
- Naomi Battrick (en) : Anne de Pisseleu, duchesse d'Étampes
- Adam Garcia : Sebastio
- Yngve Sanchez Beuthe et Jordan Bigot : Charles IX

## Production

### Développement
En février 2021, Starz donne carte blanche à une saison de huit épisodes adaptée du roman britannique Catherine de Medici: Renaissance Queen of France de Leonie Frieda, avec Justin Haythe en tant que scénariste et producteur, ainsi que Francis Lawrence et Erwin Stoff (en) également en producteurs. Stacie Passon réalise la moitié des épisodes de la première saison de la série, y compris le pilote. Justin Haythe et Ingrid Jungermann réalisent les autres épisodes de la première saison. Les sociétés de production sont Lionsgate Television et 3 Arts Entertainment. Lorris Chevalier est le documentaliste et conseiller historique de la série.
Le 27 octobre 2022, la série est renouvelée pour une deuxième saison.
Le 9 octobre 2024, Starz annule la série après deux saisons et envisage un spin-off centré sur Elizabeth Ire avec Minnie Driver reprenant son rôle.

### Attribution des rôles
En avril 2021, Samantha Morton est choisie pour incarner Catherine de Médicis. En mai, Amrita Acharia, Enzo Cilenti, Barry Atsma, Nicholas Burns et Danny Kirrane sont engagés dans les rôles principaux, ainsi que Charles Dance, Ludivine Sagnier, Liv Hill, Kiruna Stamell et Colm Meaney dans les rôles secondaires. En juin, Ray Panthaki est également embauché. En août, on apprend que Raza Jaffrey, Sennia Nanua, Beth Goddard et Alex Heath font partie de la distribution, en catimini, dans les rôles principaux et secondaires,,. Pour la deuxième saison, on apprend en mars 2024 que l'actrice oscarisée Minnie Driver a rejoint la distribution de la série en tant que Elizabeth Ire, reine d'Angleterre.

### Tournage

#### Première saison
Le tournage commence en avril 2021. Il a lieu en France, pour partie aux Provence Studios accueillant plus de 450 professionnels et acteurs ainsi qu'un millier de figurants. L'audition pour les figurants a eu lieu en février , à Martigues (Provence-Alpes-Côte d'Azur), ville où la réservation d'un studio de cinéma est prévue jusqu'au mois de septembre. En mai, l'équipe se déplace au Fort Saint-André et aux jardins de l'abbaye à Villeneuve-lès-Avignon, en Occitanie, ainsi qu'au château de Villandry, en Centre-Val de Loire. En août 2021, elle se trouve au château de Tarascon. En septembre 2021, elle filme au château de Chambord, et à la cathédrale Saint-Étienne de Bourges.

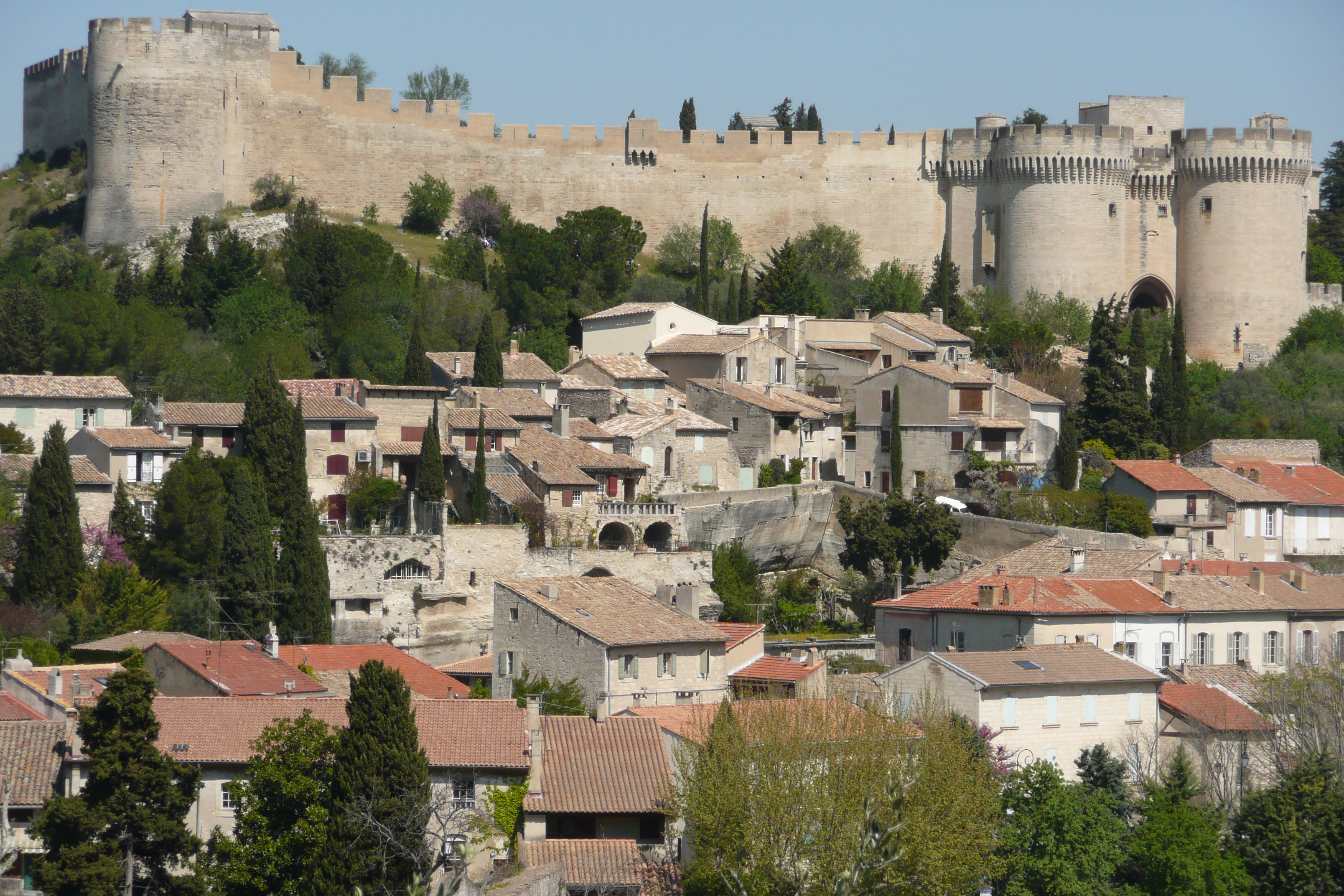
Fort Saint-André
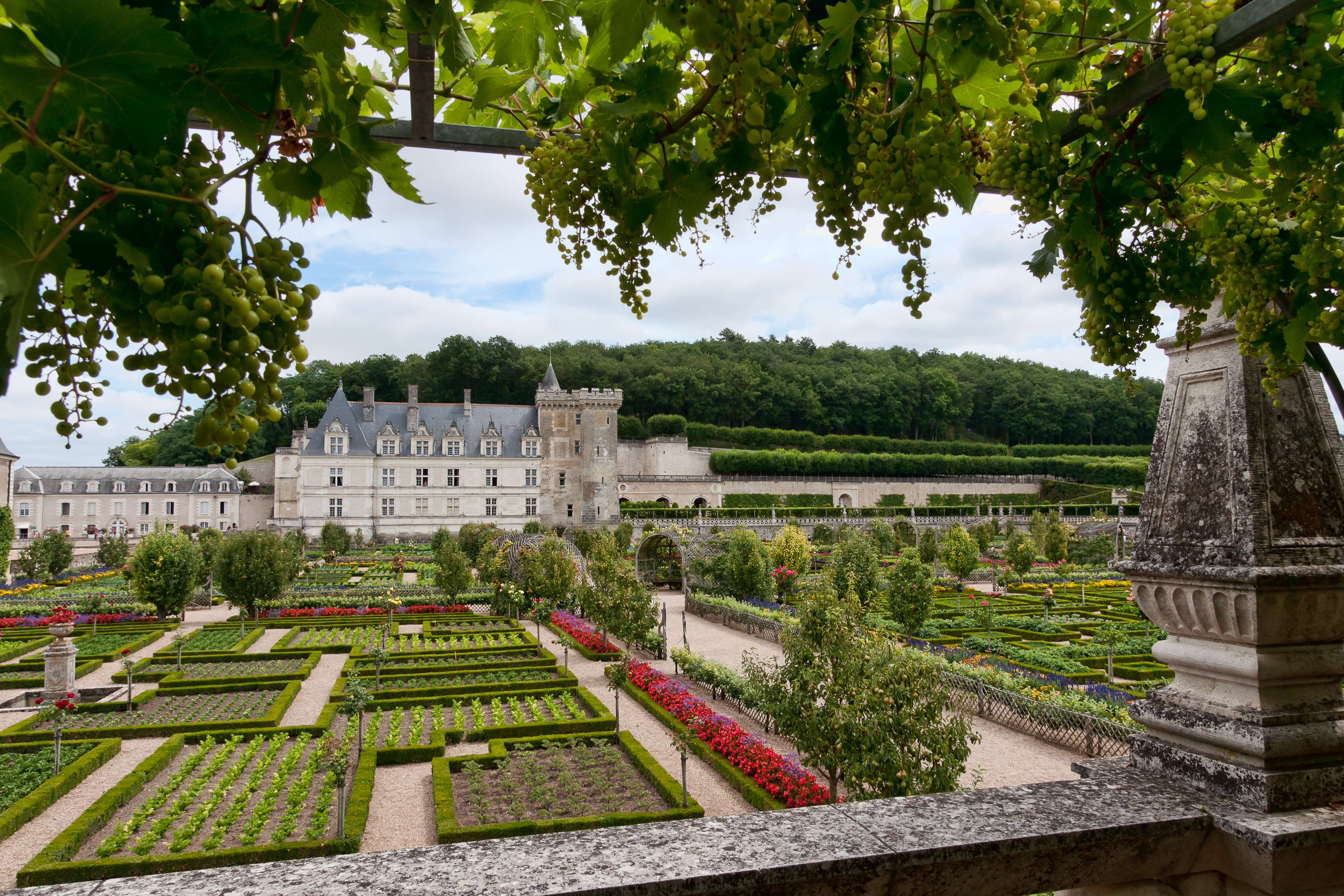
Château de Villandry
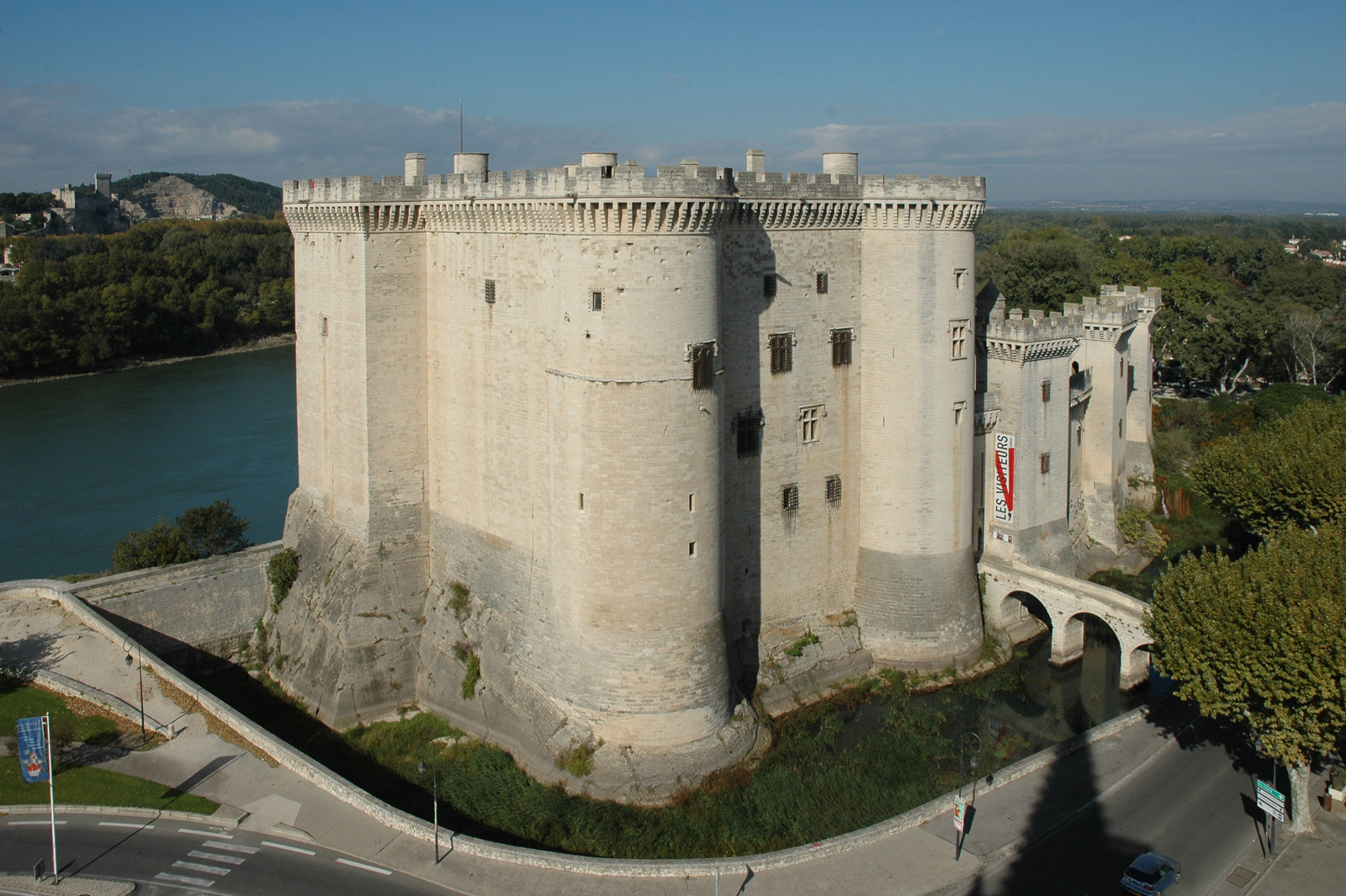
Château de Tarascon
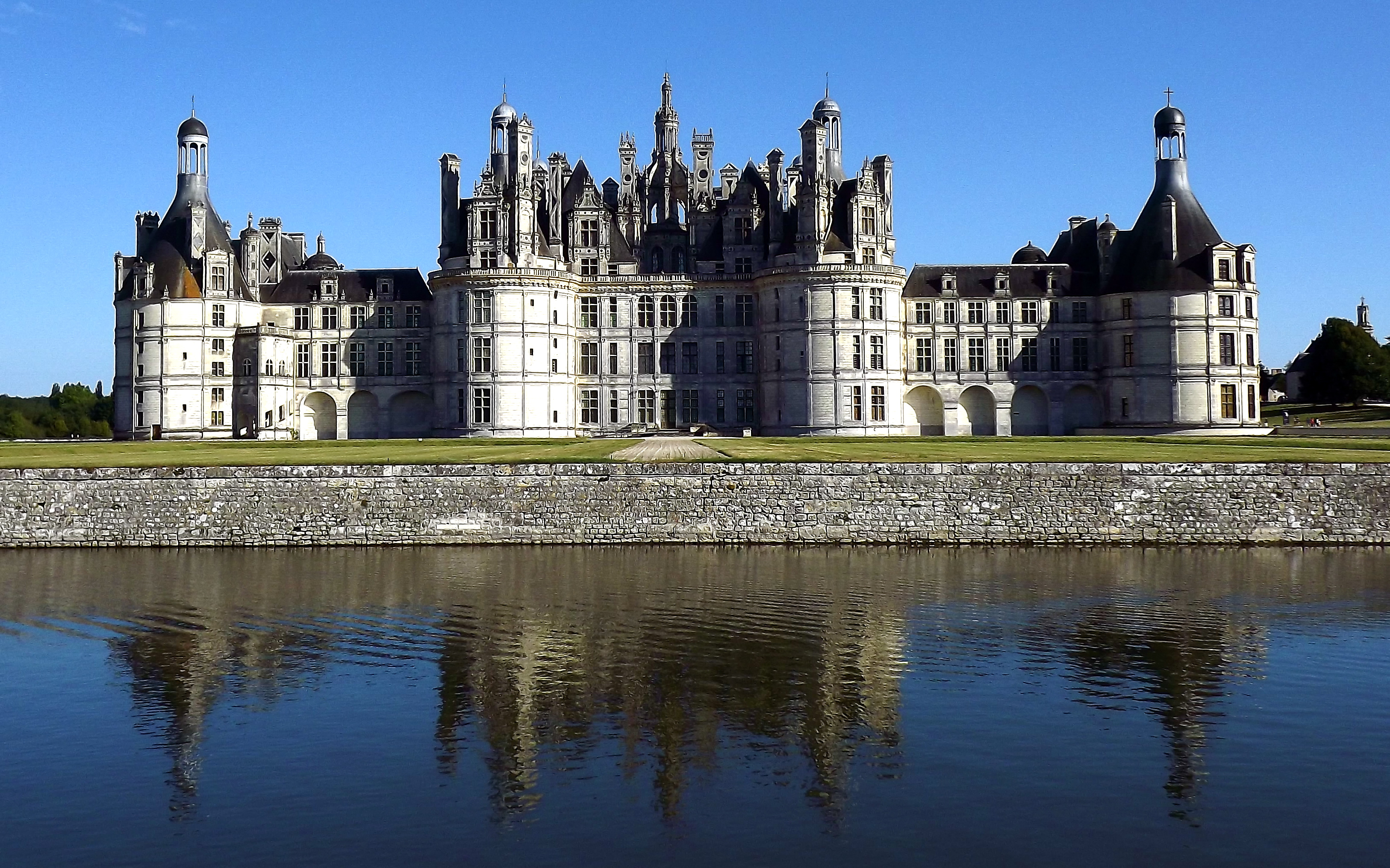
Château de Chambord
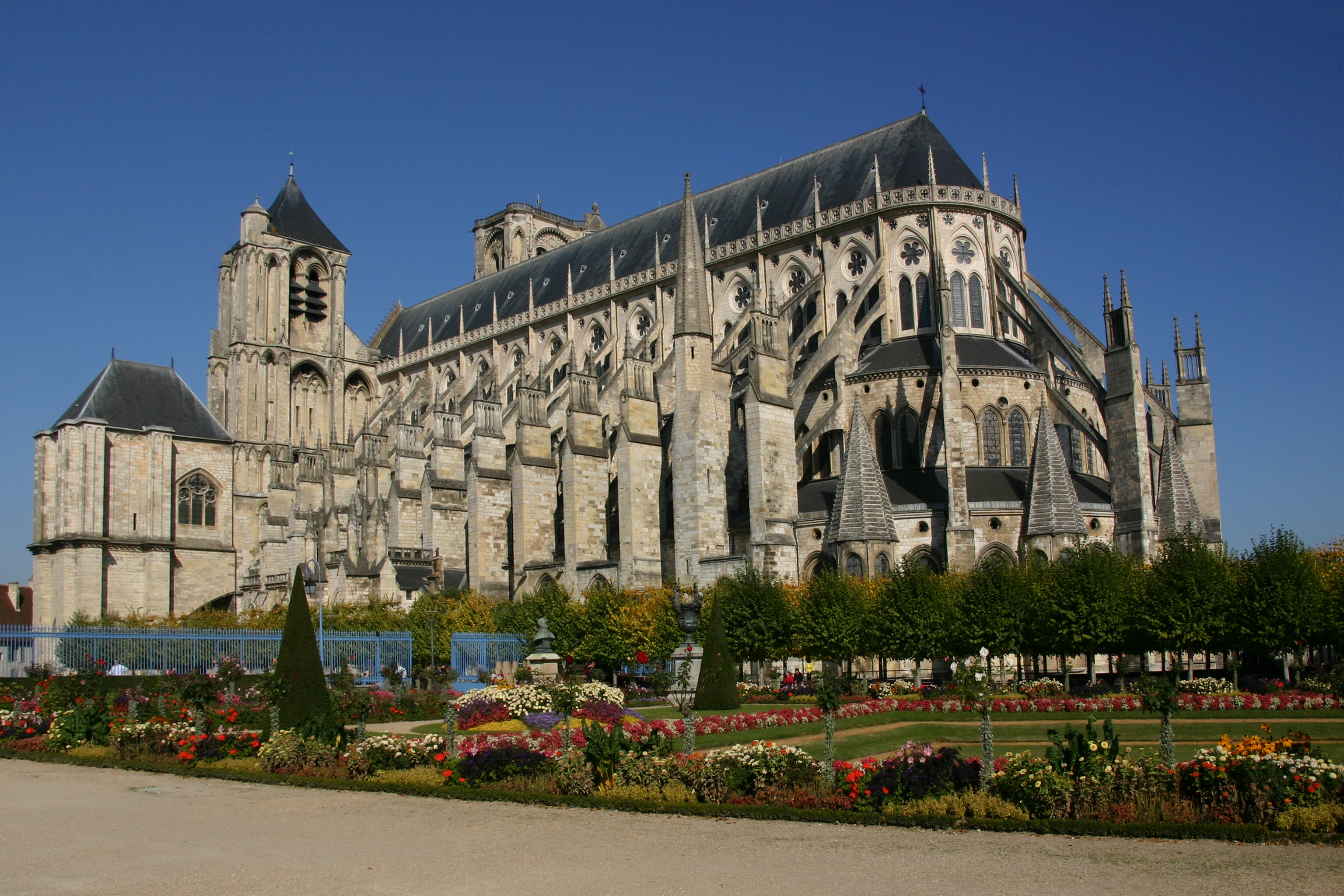
Cathédrale Saint-Étienne de Bourges

### Deuxième saison (2023)
La deuxième saison est tournée en France de mars à juillet 2023 dans les châteaux de Chambord, Villandry, Beauregard et Fréteval, mais aussi à Blois, et dans les studios de Martigues.

## Fiche technique
Sauf indication contraire, les informations mentionnées dans cette section peuvent être confirmées par la base de données cinématographiques IMDb,  présente dans la section « Liens externes ».
- Titre original : The Serpent Queen
- Création : Justin Haythe
- Casting : Laure Cochener
- Réalisation :  Stacie Passon (épisodes 1, 2, 3 et 7 de la 1ère saison),  Justin Haythe (épisodes 6 et 8 de la 1ère saison), Ingrid Jungermann (épisodes 4 et 5 de la 1ère saison)
- Scénario : Justin Haythe, d'après le roman Catherine de Medici: Renaissance Queen of France de l'auteure suédo-britannique Leonie Frieda (2004)
- Musique : n/a
- Direction artistique : n/a
- Décors : Dan Weil[25]
- Costumes : Karen Muller Serreau
- Photographie : Ed Rutherford et Axel Cosnefroy
- Montage : Suzy Elmiger
- Production : Justin Haythe, Francis Lawrence et Erwin Stoff (en)
- Sociétés de production : Lionsgate Television et 3 Arts Entertainment
- Société de distribution : Starz
- Pays de production :  États-Unis
- Langue originale : anglais
- Format : couleur
- Genre : biographie, drame, historique
- Durée : 52 minutes
- Date de diffusion :
  - États-Unis : 11 septembre 2022 sur la chaîne Starz
  - France : 11 septembre 2022 sur la chaîne Canal+[26]

## Épisodes

### Première saison (2022)
Diffusée sur Starz, et sur Canal+ en France, depuis le 11 septembre 2022.
1. Sale Médicis (Medici Bitch)
2. La Guerre ou le Sexe (To War Rather Than to Bed)
3. Le Prix (The Price)
4. Une nouvelle ère (A New Era)
5. L'Intérim (The First Regency)
6. La Dernière Joute (The Last Joust)
7. L’Assaut contre le Roi (An Attack on the King)
8. La Naissance d'une Reine (A Queen Is Made)

### Deuxième saison (2024)
La saison 2 de The Serpent Queen sort en streaming le 12 juillet 2024.
1. Grand Tour
2. Second Coming
3. Death of a Prince
4. Judas
5. Time With the Family
6. Courting the Valois

## Distinctions
The Serpent Queen a reçu un ReFrame Stamp 2023. Un "stamp" est attribué par l'association ReFrame (fondée par le Sundance Institute et par Women In Film (WIF)) et par la base de données de l'industrie cinématographique et audiovisuelle IMDbPro sur la base de critères démontrant l'embauche de femmes et d'individus d'autres expressions de genres habituellement sous-représentés, ainsi que des personnes issues de la diversité, à des rôles et postes-clés.